# Brent Fitz
Brent Fitz (Winnipeg, 27 marzo 1970) è un musicista canadese.
Sebbene sia conosciuto come batterista, ha suonato anche il basso e altri strumenti.
Ha lavorato con: Slash, Theory of a Deadman, Alice Cooper, Vince Neil, Union, The Guess Who, Lamya, Streetheart, Harlequin ed infine Econoline Crush.

## Biografia
Fitz è nato a Winnipeg in Manitoba, Canada dove ha frequentato John Taylor Collegiate e si è diplomato nel 1988. Dopo aver lasciato Winnipeg negli anni 90, ha vissuto diversi anni a Los Angeles in California. Oggi risiede a Las Vegas in Nevada.
Fitz ha iniziato a prendere lezioni di pianoforte a cinque anni per poi passare alla batteria quando aveva dieci anni. Ha sempre suonato molto durante il periodo scolastico, molto spesso frequentava i corsi pomeridiani dedicati alla musica che la scuola proponeva. Fitz ha anche studiato pianoforte al Royal Conservatory of Music di Toronto, Ontario.
Fitz ha iniziato la sua carriera a 15 anni, suonando in diversi locali di Winnipeg suonando in una cover band chiamata New Alliance. Successivamente, si unì al gruppo Seventh Heaven, nato per fare dei tour, che successivamente prese il nome di Shake Naked. Questo gruppo fece diversi grossi tour in tutto il Canada. Alcuni contatti con la città di Los Angeles con il gruppo Seventh Heaven hanno permesso a Fitz di cercare lavoro nel campo musicale.
Lavorando con il cantante dei Shake Naked, Lenita Erickson, Fitz ha potuto conoscere un amico di Erickson: Bruce Kulick dei Kiss . Bruce, dopo aver sentito alcune registrazioni di Fitz, gli ha chiesto di unirsi a lui. Questa nuova band prenderà il nome di Union con la partecipazione di John Corabi alla voce (ex cantante dei The Scream e Mötley Crüe), James Hunting dei David Lee Roth al basso, e infine Kulick alla chitarra.
Fitz in poco tempo registrò diversi pezzi con i Bulletboys nel 2000, nonché con Gilby Clarke, ex componente dei Guns N' Roses.
All'inizio del 2001, Fitz ha ricevuto un invito per fare un tour con Vince Neil come batterista (e tastierista). Nel 2002 ha suonato in diversi tour internazionali, e ha registrato l'album "Live At The Whisky".
Fitz si è separato da Vince Neil nel 2005 per entrare nel gruppo Theory of a Deadman contribuendo all'album "Gasoline". Con questa band, è apparso in quattro video musicali e ha fatto diverse apparizioni in TV, incluso il The Tonight Show with Jay Leno. dove Fitz ha suonato il pianoforte e ha cantato diverse canzoni in versione acustica con la sua band.
Nel 2006, mentre era ancora nel tour con i Theory of a Deadman, Fitz ha lasciato temporaneamente la band per iniziare un tour con Alice Cooper, sostituendo alla batteria Eric Singer mentre Singer era in tour con i Kiss. Nello stesso anno, Fitz ha preso parte ad un tour con gli Indigenous.
Nel 2007, Fitz ha contribuito con Econoline Crush per l'album "Ignite", e successivamente è divenuto membro permanente del gruppo, pur rimanendo chitarrista di riserva per Alice Cooper.
Nel 2009, Fitz ha preso parte allo show "Monster Circus" come tastierista/cantante. Monster Circus ha la sede nel Hilton Hotel & Casinò a Las Vegas. La band era formata da: Dee Snider dei Twisted Sister, il bassista Rudy Sarzo, il chitarrista Tony Montana dei Great White, il chitarrista Dave Kushner dei Velvet Revolver, e infine John Corabi e Bruce Kulick (che avevano suonato negli Union insieme a Fitz).
Nel giugno del 2009, Fitz è apparso allo show televisivo Gene Simmons Family Jewels (stagione 4, episodio 2: "Memphis Blues"); lui e Bruce Kulick hanno aiutato nello studio di registrazione Gene Simmons modificata per lo stile di suo figlio, Nick Simmons. Fitz ha anche registrato pezzi alla batteria per molte canzoni nell'album dei Kulick, pubblicato nel 2010, includendo tracce con degli artisti ospiti come Gene Simmons, Nick Simmons, John Corabi, e Doug Fieger. Fitz è apparso anche in un secondo episodio a giugno del 2010, questa volta ha suonato live con Bruce Kulick e Nick Simmons nel locale "The Cat Club" a Hollywood, California.
Da marzo 2010, Fitz è diventato batterista per l'ex Guns N' Roses/Velvet Revolver chitarrista Slash. Con Slash, Fitz ha suonato in diversi talk show americani nel 2010, tra cui: "The Tonight Show" con Jay Leno, "Ellen", "Lopez Tonight" (per due volte) e "The Late Late Show" insieme a Craig Kilborn. Fitz ha partecipato in quattro video musicali di Slash: "By The Sword", "you're a lie", "Back From Cali" e "Beautiful Dangerous" insieme alla cantante Fergie. Da allora ha partecipato alle registrazioni dei successivi 3 album solisti di Slash con Myles Kennedy e i Conspirators e ai successivi tour mondiali e suona tuttora come membro del gruppo del chitarrista americano.
Nel 2016 partecipa sempre come batterista al tour di reunion del duo Whitford/St. Holmes, composto dal chitarrista degli Aerosmith, Brad Whitford, e dal chitarrista e cantante Derek St. Holmes, famoso per la sua collaborazione con Ted Nugent.
Dal 2016 fa anche parte della band canadese Toque, insieme a un altro membro dei Conspirators, Todd Kerns. Nel 2017 con Kerns partecipa anche all'ottava Kiss Kruise, suonando insieme a Bob e Bruce Kulick.
Nel 2017 e per l'anno successivo è in tour come batterista della band solista di Gene Simmons, il celebre bassista dei Kiss, prima di riprendere il tour con Slash in promozione del nuovo album Living the Dream.

## Album
- Various Artists: Return of the Comet, a tribute to Ace Frehley, 1997
- Various Artists: Forever Mod - A Portrait of a Storyteller, a tribute to Rod Stewart, 1998
- Union - Union, 1998
- Union - Live in the Galaxy, 1999
- Union - The Blue Room, 2000
- Bruce Kulick - Audiodog, 2001
- Gilby Clarke - Swag, 2002
- Bruce Kulick - Transformer, 2002
- Vince Neil - Live at the Whisky: One Night Only, 2003
- Voodooland - Give Me Air, 2003
- Various Artists: Numbers from the Beast, a tribute to Iron Maiden, 2005
- Various Artists: WWE Wreckless Intent, 2006
- Harlequin - Waking the Jester, 2007
- Econoline Crush - Ignite, 2008
- Bruce Kulick - BK3, 2010
- Slash - Slash (Deluxe Edition), 2010
- Slash - iTunes Session, 2010
- Slash - Live in Manchester, 2010
- Syndicate - Syndicate, 2011
- Beggars and thieves - We Are The Broken Hearted, 2011
- Slash - Made in Stoke 24/7/11, 2011
- Slash - Apocalyptic Love, 2012
- Jake E. Lee - Red Dragon Cartel, 2012
- Slash - World on Fire, 2014
- Slash - Live at the Roxy 9.25.14, 2015
- Slash - Living the Dream, 2018
- Slash - 4, 2022